# 法正
法 正（ほう せい、176年 - 220年）は、中国後漢末期の参謀・政治家。劉備に仕えて活躍した謀臣。字は孝直。司隷扶風郡郿県（現在の陝西省宝鶏市眉県）の人。曾祖父（又は高祖父）は法雄、祖父は法真、父は法衍、子は法邈。

## 生涯
建安元年（196年）、飢饉に遭ったため同郷の孟達と共に益州牧の劉璋に身を寄せた。久しくして劉璋の下では新都県令や軍議校尉に就いた。任用されず、また益州出身のともに僑客となっていた者に節行の無さを誹謗された。
その後、かねてから「劉璋では大事を成せない」と考えていた法正は、親友の張松と共に劉備の益州攻略に協力することにした。法正は張松と共に劉璋に進言し、曹操と断交させ劉備と盟約を結ばせた。更に張魯の脅威を利用して劉璋を再び動かし、劉備の下に使者として赴き、密かに自身や張松と協力して、劉備に益州へ入るよう勧めた。個人的に親しかった彭羕が劉備への仕官を求めてきた際には、龐統と共にこれを推挙している（『蜀書』彭羕伝）。その後、鄭度が劉璋に対し焦土作戦を進言したと聞いた劉備が、どう対処すべきかこれを法正に相談すると、法正は劉璋にはその作戦が実行できないと予測し、降伏を勧告する手紙を劉璋に送った。同年（214年）に成都が包囲されると、劉璋は間もなく降伏した。
劉備が益州の支配に成功すると、その功績により蜀郡太守・揚武将軍に任じられ、中央の政治に諸葛亮と共に当たるとともに、劉備の策謀相談役となった（『蜀書』先主伝）。元の蜀郡太守であった許靖は、劉璋が敗北しそうになると劉備への投降を図ったことから、劉備に疎まれていた。しかし名声の高い人物であったため、法正はその虚名を利用するよう勧めた。またこの後、孫夫人から離縁された劉備に呉氏（呉懿の妹、後の穆皇后）を娶るよう説得している。
諸葛亮と法正は性向が異なっていたが（『蜀書』法正伝）、公の立場に立って互いに認め合っていた。また、諸葛亮は常に法正の智術を高く買っていたため、法正の蜀郡太守としての不公正な振る舞いも容認した。益州の内、かつて張魯が治めていた漢中は曹操の支配下にあり、夏侯淵・張郃が駐屯していた。同年（217年）、曹操軍の内情を分析した法正は劉備に漢中侵攻を勧め、自身も軍師として従軍した。劉備の下で適切な進言を行いつつ、同年（219年）の定軍山の戦いでも軍監として策を献じ、黄忠に命じて夏侯淵を斬らせるなど見事勝利に導いている。法正の献策を聞き知った曹操は「劉備があのような策を考え付くはずがない。誰かに教えられたに違いないと思っていた」と語ったという。しかし、『三国志』の注釈者である裴松之は、曹操の発言に対して「これは、思うに悔し紛れのことばであって、事実を推測したものではない」と批判している。また「わしは有能な人材をほぼ全て集めたが、なぜ法正のみ手に入れられなかったのだろうか」とも述べた。
その後、劉備が遠征してきた曹操を退け、漢中を制覇し漢中王を称すると、尚書令・護軍将軍に任じられたが、翌年（220年）に病死した。享年45歳。劉備は何日間も彼を悼み、翼侯という諡号を諡った。死後、子が後を継いで関内侯となり、後に奉車都尉・漢陽太守に昇進した。
章武2年（222年）、夷陵の戦いで劉備が大敗した際、諸葛亮は「もし法孝直が生きていれば、陛下（劉備）の東征を止められたはずだ。仮に止められなくとも、今回のような大敗はしなかったろうに」と嘆いている。

## 逸話
劉備が曹操と争っていた際、軍が前進を躊躇し、後退すべきであった。劉備は大いに怒って後退を許さなかった。劉備の周りまで矢が雨のように降り注ぎ危険であったが、群臣に敢えて諌める者はいなかった。そこで法正が劉備の前に立つと、劉備は法正に矢を避けるようにと命じた。「明公(劉備)が矢や石の飛び交う中におられるのに、どうして私ごときが避けられましょうか」と法正が答えると、劉備はやっと法正と共に後退した。

## 評価
陳寿は「法正は判断力に優れ、並外れた計略の所有者であった。しかし、徳性について賞賛されることはなかった。魏臣に当てはめれば程昱・郭嘉に比類するだろうか」と述べている。